# Melchior Ernst von Knobloch
Melchior Ernst von Knobloch (* 28. Januar 1732; † 22. Juni 1788 in Königsberg) war ein preußischer Wirklicher Geheimer Rat und Minister.

## Leben

### Herkunft und Familie
Melchior Ernst war Angehöriger des preußischen Adelsgeschlechts von Knobloch. Seine Eltern waren der preußische Rittmeister und Erbherr auf Losgehnen Melchior Erdmann von Knobloch (1698–1733) und Dorothea Emerentia Ursin von Baer a.d.H. Blockinnen, (1710–1746), einer Enkelin des Hofpredigers und Bischofs Benjamin Ursinus von Baer.
Er vermählte sich 1760 mit Johanna Charlotte von Petzinger a.d.H. Pomedien (1733–1806). Aus der Ehe sind zwei Töchter und drei Söhne hervorgegangen.

### Werdegang
Knobloch schrieb sich 1740 an der Albertus-Universität Königsberg ein, um Jurisprudenz zu studieren. In den Jahren 1754 bis 1756 war er Referendar am Königsberger Hofgericht. Später ging er ans Berliner Kammergericht und arbeitete kurzzeitig als Kommissarius am Justizkollegium in Neuhausen. Während der Besatzungszeit durch die Russen verließ er das Kollegium. Nachdem er 1763 das große Examen mit guten Ergebnissen bestanden hatte, wurde er 1764 als Hofgerichtsrat bestallt. 1777 avancierte er zum ostpreußischen Tribunals- und Pupillenrat sowie 1785 zum Geheimen Etatminister und wurde gleichzeitig viertes Mitglied der ostpreußischen Regierung. Er beschloss seine Laufbahn 1788 als Minister und Oberburggraf. Sein Amtsnachfolger in Königsberg wurde Christoph Albrecht von Ostau (1735–1805).
Er war Erbherr auf Losgehnen und Barücken.